# Tîsovîțea, Starîi Sambir
Tîsovîțea (în ucraineană Тисовиця) este o comună în raionul Starîi Sambir, regiunea Liov, Ucraina, formată numai din satul de reședință.

## Demografie
Componența lingvistică a comunei Tîsovîțea
     Ucraineană (100%)
Conform recensământului din 2001, toată populația comunei Tîsovîțea era vorbitoare de ucraineană (100%).